# Il mistero del varietà
Il mistero del varietà (Murder at the Vanities) è un film statunitense del 1934 diretto da Mitchell Leisen.